# 龎銚
龎銚（英語：Yolanda Pong，1973年—），原名龎瑤，生於中華人民共和國北京市，童年生活於英屬香港，於1986隨家人定居台灣台北。台灣藝術家，曾任國立臺灣藝術大學助理教授、國立臺北科技大學講師、景文科技大學講師。

## 生平
其祖父龎薰琹，中国现代著名画家、工艺美术家，現代美術團體「決瀾社」發起人之一。曾任中華人民共和國中央工艺美术学院副院长。其父龎均，為著名畫家，為國立臺灣藝術大學退休教授。其母籍虹，也是一名油畫家。
龎銚出生於北京市，於她6歲時，其父母與他移居英屬香港，1987年後移民台灣台北市，取得中華民國國籍。曾就讀台北市復興商工，1995年畢業於國立藝專美術科西畫組，之後赴美國密蘇里州芳邦大學攻讀繪畫創作，2004年畢業。
1995年畢業於國立臺灣藝術專科學校美術科西畫組。2004年畢業於美國密蘇里州芳邦大學藝術創作碩士(M.F.A)。
其繪畫作品以複合媒材、黑白灰與金屬色為主，講究畫面的空間結構和平衡，呈現繪畫裡最純粹的本質精神。近年亦投入了軟雕塑的創作。展出於台灣、上海、北京、香港及紐約等地。
2009年起和 TLC頻道合作主持《龐銚敲敲門》 節目，走訪台灣各地具有特色而又有趣的空間和設計。其節目兩次入圍金鐘獎最佳綜合類節目，個人也於2010年榮獲第45屆金鐘獎最佳綜合類主持人獎。

## 作品典藏
中國美術館
上海多倫現代美術館
國立國父紀念館
台南市政府文化局
台灣、上海、香港等地。

## 獎項
1999年 第13 屆南瀛美展<南瀛獎>（台南市政府文化局）
2010年 第45屆金鐘獎最佳綜合類主持人獎
2013年 第9屆光華龍騰中國設計業十大傑出青年獎

## 著作
•《空間練習題》（台北：大田出版社，2016年）ISBN 978-986-179-443-3